# 多斑尾鯙
多斑尾鯙輻鰭魚綱鰻鱺目鯙亞目鯙科的其中一種，分布於印度太平洋區，從紅海、東非至夏威夷群島、社會群島海域，棲息深度1-18公尺，體長可達72公分，為底棲性魚類，生活在珊瑚礁區，屬肉食性，生活習性不明。

## 擴展閱讀
維基物種上的相關：多斑尾鯙